# جون بي. كونواي
جون بي. كونواي (بالإنجليزية: John B. Conway)‏ هو رياضياتي أمريكي، ولد في 22 سبتمبر 1939 في نيو أورلينز في الولايات المتحدة.

## وصلات خارجية
- الموقع الرسمي